# Spisula sachalinensis
Spisula sachalinensis is een tweekleppigensoort uit de familie van de Mactridae. De wetenschappelijke naam van de soort is voor het eerst geldig gepubliceerd in 1862 door Schrenck.